# Hermann Künneth
Hermann Lorenz Künneth (Neustadt an der Weinstrasse, 6 de julho de 1892 — Erlangen, 7 de maio de 1975) foi um matemático alemão. Reconhecido por seu trabalho sobre topologia algébrica, renomado pela formulação do teorema de Künneth.
Combateu na Primeira Guerra Mundial, sendo capturado por forças britânicas.
Obteve um doutorado em 1922 na Universidade de Erlangen-Nuremberg, com a tese Über die Bettischen Zahlen einer Produktmannigfaltigkeit, orientado por Heinrich Franz Friedrich Tietze.